# Andrejs Rastorgujevs
Andrejs Rastorgujevs (Alūksne, 27 mei 1988) is een Lets biatleet. Hij nam drie keer deel aan de Olympische winterspelen.

## Carrière
Andrejs Rastorgujevs maakte zijn debuut in de wereldbeker in het seizoen 2009/2010 in Östersund, maar behaalde zijn eerste punten in de wereldbeker pas in het seizoen 2010/2011. In 2010 nam Rastorgujevs een eerste keer deel aan de Olympische winterspelen. Hij eindigde 50e in de sprint en 58e in de achtervolging. Aan de zijde van Edgars Piksons, Ilmārs Bricis en Kristaps Libietis eindigde Rastorgujevs op de 19e en laatste plaats in het estafette.
Tijdens het seizoen 2013/2014 eindigde hij zevende in het eindklassement van de wereldbeker in de massastart. In de algemene eindstand eindigde hij op de 16e plaats. In 2014 werd Rastorgujevs Europees kampioen op het individulele nummer op het Europees kampioenschap in Nové Město na Moravě en hij veroverde er ook brons op de sprint. Ook nam hij datzelfde jaar deel aan de Olympische winterspelen in Sotsji. Hij haalde 3 keer de top-20 met een 9e plaats in de achtervolging, een 14e in de massastart en een 17e in de sprint. Op de 20 km individueel eindigde hij 33e. 
In het seizoen 2016/2017 behaalde Rastorgujevs zijn eerste podium in de wereldbeker met een 2de plaats op 19 maart 2017 op de 15 km massastart in Oslo-Holmenkollen. In 2018 won hij op de Europese kampioenschappan biatlon 2018 in Ridnaun-Val Ridanna goud in de achtervolging. Ook nam hij deel aan de Olympische Winterspelen 2018, waar hij met een 9de plaats in de achtervolging net naast een Olympisch diploma greep.

###### Doping perikelen
Op 18 maart 2021 werd Rastorgujevs voor 18 maanden geschorst wegens inbreuken op de dopingregels, hij tekende hier op beroep aan maar dit werd door het TAS verworpen. Hierdoor werden ook alle uitslagen vanaf 1 juli 2020 geschrapt, en kon hij niet deelnemen aan de olympische winterspelen 2022. Hij maakte zijn rentree op 9 december 2022 op de sprint in Hochfilzen met een 5de plaats.

## Resultaten

### Olympische Winterspelen
| Jaar | Plaats      | Onderdeel   | Onderdeel | Onderdeel     | Onderdeel  | Onderdeel | Onderdeel          |
| Jaar | Plaats      | Individueel | Sprint    | Achtervolging | Massastart | Estafette | Gemengde estafette |
| ---- | ----------- | ----------- | --------- | ------------- | ---------- | --------- | ------------------ |
| 2010 | Vancouver   | –           | 50e       | 58e           | –          | 19e       |                    |
| 2014 | Sotsji      | 32e         | 17e       | 9e            | 14e        | –         | –                  |
| 2018 | Pyeongchang | 59e         | 24e       | 12e           | 28e        | –         | –                  |

### Wereldkampioenschappen
| Jaar | Plaats            | Onderdeel   | Onderdeel | Onderdeel     | Onderdeel  | Onderdeel | Onderdeel          | Onderdeel                 |
| Jaar | Plaats            | Individueel | Sprint    | Achtervolging | Massastart | Estafette | Gemengde estafette | Single gemengde estafette |
| ---- | ----------------- | ----------- | --------- | ------------- | ---------- | --------- | ------------------ | ------------------------- |
| 2011 | Chanty-Mansiejsk  | 43e         | 66e       | –             | –          | 14e       | –                  |                           |
| 2012 | Ruhpolding        | 68e         | 83e       | –             | –          | 19e       | –                  |                           |
| 2013 | Nové Město        | 49e         | 64e       | –             | –          | 21e       | –                  |                           |
| 2015 | Kontiolahti       | 48e         | 42e       | 25e           | –          | –         | –                  |                           |
| 2016 | Oslo Holmenkollen | 59e         | 20e       | 27e           | 26e        | –         | –                  |                           |
| 2017 | Hochfilzen        | 56e         | 57e       | 37e           | –          | 22e       | 25e                |                           |
| 2019 | Östersund         | 13e         | 14e       | 6e            | 25e        | 24e       | –                  | 10e                       |
| 2020 | Antholz           | 22e         | 70e       | –             | –          | 22e       | –                  | 17e                       |
| 2021 | Pokljuka          | DSQ         | DSQ       | DSQ           | DSQ        | DSQ       | –                  | –                         |
| 2023 | Oberhof           | 56e         | 7e        | 9e            | 5e         | 18e       | –                  | 19e                       |

### Wereldkampioenschappen junioren
| Jaar | Plaats     | Onderdeel   | Onderdeel | Onderdeel     | Onderdeel |
| Jaar | Plaats     | Individueel | Sprint    | Achtervolging | Estafette |
| ---- | ---------- | ----------- | --------- | ------------- | --------- |
| 2008 | Ruhpolding | 38e         | 46e       | 46e           | 17e       |
| 2009 | Canmore    | 11e         | 20e       | 17e           | –         |

### Wereldbeker
Eindklasseringen
| Seizoen   | Algemeen | Individueel | Sprint | Achtervolging | Massastart |
| --------- | -------- | ----------- | ------ | ------------- | ---------- |
| 2010/2011 | 71e      | –           | 56e    | 80e           | –          |
| 2011/2012 | 76e      | 52e         | 81e    | 74e           | –          |
| 2012/2013 | 36e      | 24e         | 42e    | 34e           | 45e        |
| 2013/2014 | 16e      | 34e         | 21e    | 11e           | 7e         |
| 2014/2015 | 27e      | 44e         | 19e    | 27e           | 26e        |
| 2015/2016 | 20e      | –           | 19e    | 18e           | 24e        |
| 2016/2017 | 21e      | 27e         | 16e    | 19e           | 26e        |
| 2017/2018 | 13e      | 6e          | 5e     | 19e           | 28e        |
| 2018/2019 | 20e      | 21e         | 22e    | 24e           | 21e        |
| 2019/2020 | 29e      | 23e         | 26e    | 31e           | 33e        |
| 2022/2023 | 22e      | 22e         | 19e    | 30e           | 19e        |